# Bredasdorp
Bredasdorp è un centro abitato del Sudafrica, situato nella provincia del Capo Occidentale.